# Nemzeti Bajnokság I 1913-14
La Nemzeti Bajnokság I 1913-14 fue la 13.ª edición del Campeonato de Fútbol de Hungría. El campeón fue el MTK Budapest, que conquistó su tercer título de liga. El goleador fue Imre Schlosser del Ferencvárosi TC por sexta vez consecutiva. Se otorgaron dos puntos por victoria, uno por empate y ninguno por derrota.

## Tabla de posiciones
|    | Equipo            | PJ | PG | PE | PP | GF | GC | DG  | Pts | Notas      |
| -- | ----------------- | -- | -- | -- | -- | -- | -- | --- | --- | ---------- |
| 1  | MTK               | 18 | 15 | 3  | 0  | 56 | 12 | +44 | 33  | Campeón    |
| 2  | Ferencvárosi TC   | 18 | 13 | 1  | 4  | 61 | 28 | +33 | 27  |            |
| 3  | Törekvés SE       | 18 | 9  | 5  | 4  | 41 | 24 | +17 | 23  |            |
| 4  | Budapesti TC      | 18 | 9  | 4  | 5  | 45 | 19 | +26 | 22  |            |
| 5  | Magyar AC         | 18 | 7  | 4  | 7  | 27 | 38 | -11 | 18  |            |
| 6  | 33 FC             | 18 | 6  | 3  | 9  | 15 | 36 | -21 | 15  |            |
| 7  | Újpesti TE        | 18 | 4  | 4  | 10 | 28 | 52 | -24 | 12  |            |
| 8  | Budapesti AK      | 18 | 5  | 1  | 12 | 19 | 32 | -13 | 11  |            |
| 9  | III. Kerületi TVE | 18 | 3  | 4  | 11 | 22 | 37 | -15 | 10  |            |
| 10 | Nemzeti SC        | 18 | 3  | 3  | 12 | 17 | 53 | -36 | 9   | Descendido |

PJ = Partidos jugados; PG = Partidos ganados; PE = Partidos empatados; PP = Partidos perdidos; GF = Goles a favor; GC = Goles en contra; DG = Diferencia de gol; Pts = Puntos